# هوپ دیویس
هوپ دیویس (انگلیسی: Hope Davis؛ زادهٔ ۲۳ مارس ۱۹۶۴) هنرپیشه اهل ایالات متحده آمریکا است.

## فیلم‌شناسی
- تنها در خانه (۱۹۹۰)
- مرگ‌بازان (۱۹۹۰)
- بوسه مرگ (۱۹۹۵)
- پسر (۱۹۹۶)
- افسانه اثر انگشت‌ها (۱۹۹۷)
- مسافران روز (۱۹۹۷)
- فریبکار (۱۹۹۸)
- ایستگاه بعدی سرزمین عجایب (۱۹۹۸)
- جاده آرلینگتون (۱۹۹۹)
- راز جو گولد (۲۰۰۰)
- قلب‌ها در آتلانتیس (۲۰۰۱)
- درباره اشمیت (۲۰۰۲)
- هواشناس (۲۰۰۵)
- برهان (۲۰۰۵)
- دوما (۲۰۰۵)
- نفرت‌انگیز (۲۰۰۶)
- حقه (۲۰۰۶)
- بخش‌گویی، نیویورک (۲۰۰۸)
- جنوا (۲۰۰۸)
- چارلی بارتلت (۲۰۰۸)
- مستأجر (۲۰۰۹)
- رتبه‌های نه (۲۰۰۹)
- پولاد ناب (۲۰۱۱)
- دیسکانکت (۲۰۱۳)
- کاپیتان آمریکا: جنگ داخلی (۲۰۱۴)
- وایلد کارد (۲۰۱۵)
- ویوارد پاینز (۲۰۱۵)